# Baba Tsunego

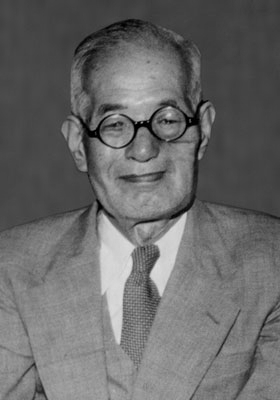
Baba Tsunego

Baba Tsunego (japanisch 馬場 恒吾; geboren 13. Juli 1875 im Kreis Oku (heute Stadt Okayama), Präfektur Okayama; gestorben 5. April 1956 in der Präfektur Tokio) war ein japanischer Journalist.

## Leben und Wirken
Baba Tsunego studierte an der Dōshisha shingakkō (同志社神学校 englisch Doshisha Theological School), der Vorläufereinrichtung der Dōshisha-Universität, und an der „Tōkyō Semmon Gakkō“, der Vorläufereinrichtung der Waseda-Universität. Dort belegte er Politik in englischer Sprache, beendete das Studium jedoch nicht. 1900 stieg er bei der Zeitung „Japan Times“ ein. 1909 zog er nach New York und wurde Chefredakteur von „The Oriental Review“ und arbeitete daran, die pro-japanische Stimmung in den Vereinigten Staaten zu fördern.
1913 kehrte Baba nach Japan zurück und wurde Chefredakteur der Japan Times. 1914 wechselte er zur Zeitung „Kokumin Shimbun“ (国民新聞) und fungierte dort u. a. als Leiter der Auslandsnachrichtenabteilung, der politischen Abteilung sowie als Redaktionschef. 1924 trat er in den Ruhestand und betätigte sich als Kritiker. Er bemühte sich um eine allgemeine Wahlbewegung und versuchte, eine proletarische Partei zu gründen. Während des Zweiten Weltkriegs erhielt er als liberaler Redner Schreibverbot.
Als nach dem Krieg im Dezember 1945 Shōriki Matsutarō, Präsident der Tageszeitung Yomiuri Shimbun, wegen seiner Nähe zur militärisch ausgerichteten Regierung der Kriegszeit sein Amt niederlegen musste, wurde Baba von 1945 bis 1951 achter Präsident der Zeitung. Während dieser Zeit wurde er 1945 zum Mitglied des Herrenhauses ernannt, dem Oberhaus des Reichstags, dem er bis zur Abschaffung 1947 angehörte. 1949 wurde er zum Präsidenten des „japanischen Zeitungsverbands“ (日本新聞協会 Nihon shimbun kyōkai, englisch "Japan Newspaper Publishers and Editors Association") gewählt.

## Hauptwerke
- „Gendai jimbutsu hyōron“ (現代人物評論) – „Anmerkungen zu Personen der Gegenwart“ 1930
- „Ōkuma Shigenobu den“ (大隈重信伝) – „Das Leben von Ōkuma Shigenobu“ 1932
- „Gikai seiji-ron“ (議会政治論) – „Zur Politik des Parlaments“ 1933
- „Zaikai hito hyōron-mono“ (財界人評論物) – „Zur Bewertung der Personen in der Finanzwelt“ 1936
- „Itō Hirobumi“ (伊藤博文) – „Itō Hirobumi“ 1942